# اچ‌ام‌اس کیرکلیستون (ام۱۱۵۷)
اچ‌ام‌اس کیرکلیستون (ام۱۱۵۷) (به انگلیسی: HMS Kirkliston (M1157)) یک کشتی بود. این کشتی در سال ۱۹۵۴ ساخته شد.